# Didymodon anserinocapitatus
Didymodon anserinocapitatus là một loài Rêu trong họ Pottiaceae. Loài này được (X.J. Li) R.H. Zander mô tả khoa học đầu tiên năm 1993.